# Adoretus saitoi
Adoretus saitoi är en skalbaggsart som beskrevs av Kobayashi 2007. Adoretus saitoi ingår i släktet Adoretus och familjen Rutelidae. Inga underarter finns listade i Catalogue of Life.